# Józef Chlebowczyk
Józef Chlebowczyk (ur. 19 stycznia 1924 w Karwinie, zm. 14 sierpnia 1985 w Sozopolu) – polski historyk, profesor, członek Rady Krajowej PRON w 1983.
Syn Augustyna, urzędnika komunalnego, i Stefanii z Szewieczków. Uczeń polskiego gimnazjum w Orłowej, absolwent Liceum Handlowego w Cieszynie i Szkoły Głównej Planowania i Statystyki w Warszawie, gdzie później był asystentem na Katedrze Historii Gospodarczej. Ekonomista Cieszyńskich Zakładów Dziewiarskich w latach 1952–1955, nauczyciel w Technikum Budowlanym w Cieszynie w latach 1955–1957, adiunkt w Instytucie Historii Śląska PAN we Wrocławiu. Doktor od 1961, doktor habilitowany od 1966, pracownik Śląskiego Instytutu Naukowego w Katowicach od 1968, prorektor filii Uniwersytetu Śląskiego w Katowicach w Cieszynie w latach 1972–1974 i 1978–1981, profesor nadzwyczajny od 1972, profesor zwyczajny od 1977. Autor prawie 200 prac naukowych. Autor haseł w Polskim Słowniku Biograficznym i Słowniku biograficznym działaczy polskiego ruchu robotniczego.
Zmarł podczas urlopu w Bułgarii. Księgozbiór profesora został ofiarowany Książnicy Cieszyńskiej.

## Wybrane publikacje
- Cieszyn. Zarys dziejów miasta i powiatu (red.), Wydawnictwo „Śląsk”, Katowice 1973;
- Cieszyńskie szkice historyczne cz. I i II, wyd. Śląski Instytut Naukowy, Katowice 1984;
- Nad Olzą (Śląsk Cieszyński w wiekach XVIII, XIX i XX), Wydawnictwo „Śląsk”, Katowice 1971;
- Karol Śliwka - i jego towarzysze walki (1972)
- Procesy narodotwórcze we wschodniej Europie Środkowej w dobie kapitalizmu (1975)
- Wybory i świadomość społeczna na Śląsku Cieszyńskim w drugiej połowie XIX w. (1966)